# توق
توق
 مستک یا زردینه (نام علمی:  Xanthium strumarium) از علف‌های هرز است.)
گیاهی است یکساله با میوه‌های خاردار که توسط بذر تکثیر می‌شود. این گیاه از سرده زردان (Xanthium) است.
توق علف هرز رایجی در کشتزارها است و دگرآسیبی (آللوپاتی) بالایی دارد.
توق ماده Hydroquinone تولید می‌کند که باعث نفری و تورم کبد در دام می‌شود.
توق از علفهای هرز مزارع توتون، چغندرقند، پنبه، ذرت، گندم، جو، نیشکر، باغهای میوه، سبزی وصیفی واراضی بایر است.
روشهای کنترل:
برای مبارزه با توق در مزارع سویا می‌توان از بنتازون به میزان۳لیتر در هکتار بعد از۲–۳برگی شدن سویا استفاده کرد.

## نگارخانه

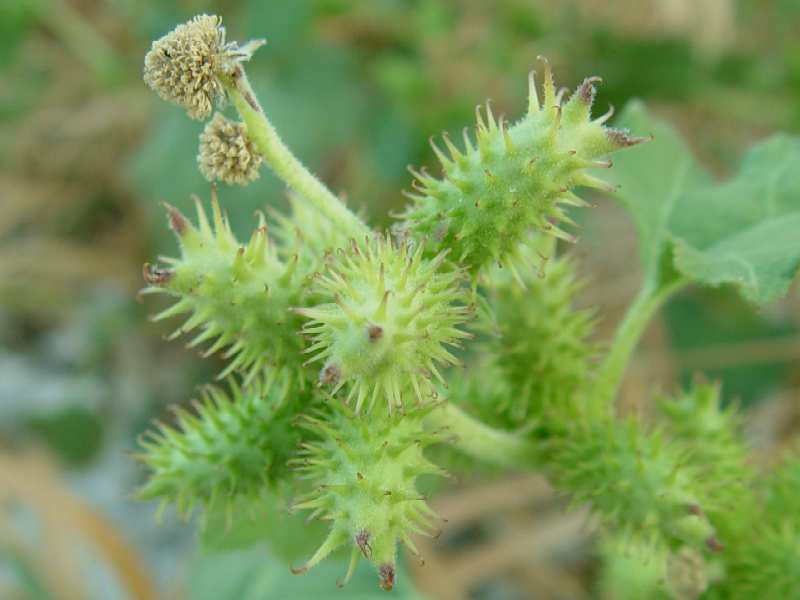
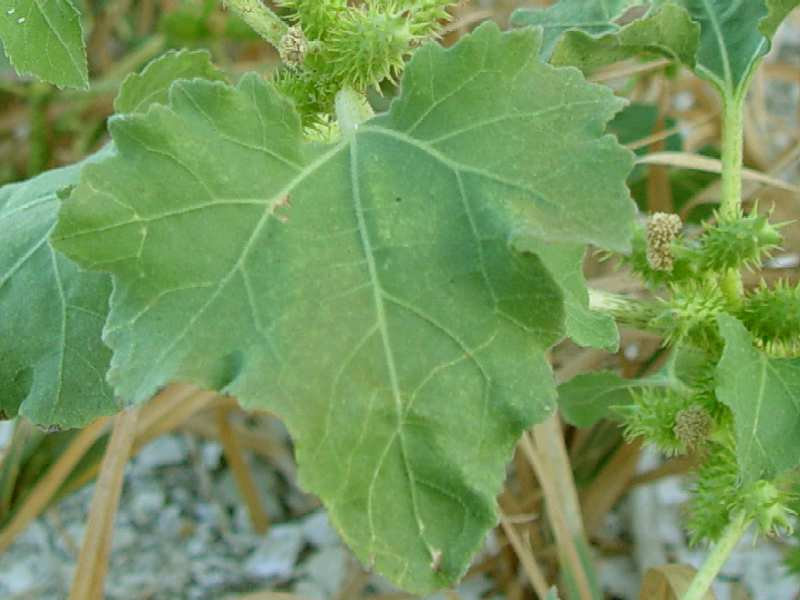
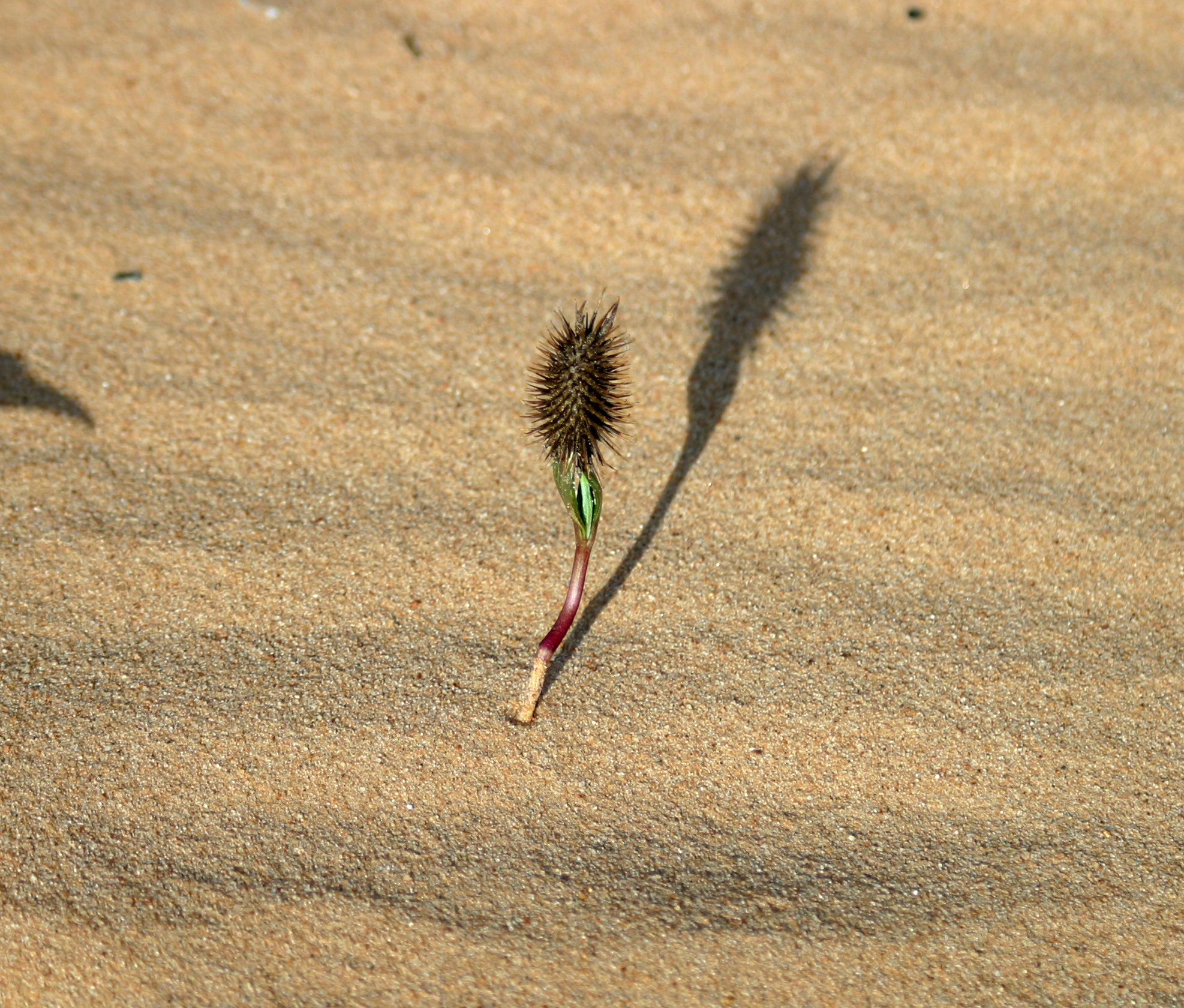